# فرودگاه نیلی
فرودگاه نیلی (دری: فرودگاه نیلی) در فاصله یک کیلومتری از مرکز شهر نیلی که مرکز ولایت دایکندی در افغانستان است، فاصله دارد. این فرودگاه داخلی زیر نظر وزارت حمل و نقل و هوانوردی افغانستان (MoTCA) است و به جمعیت ولایت دایکندی خدمات رسانی می‌کند. امنیت داخل و اطراف فرودگاه توسط نیروهای امنیت ملی افغانستان تامین می‌شود. این فرودگاه در گذشته بیشتر برای شرایط اضطراری استفاده شده است.
فرودگاه نیلی که در ارتفاع ۷۲۶۰ فوتی (۲۲۱۳ متری) از سطح دریا قرار دارد، دارای یک باند شنی به ابعاد ۴۴۸۷ در ۹۰ فوت (۱۳۶۸ متر × ۲۷ متر) است. یک ترمینال جدید در سال ۲۰۱۱ با کمک و پشتیبانی نیروهای بین‌المللی کمک به امنیت (ISAF) اضافه شد. این فرودگاه ظرفیت هواپیماهای بزرگ را ندارد و فقط هواپیماهای کوچک غیرنظامی یا نظامی را اداره کند. اشرف غنی، رئیس‌جمهور پیشین افغانستان در سال ۲۰۱۴ وعده داده بود که فرودگاه نیلی را نوسازی خواهد کرد، که به معنای (از جمله موارد) ارتقاء باند آن به آسفالت بود.